# Никонов Микола Костянтинович
Микола Костянтинович Никонов (1913, містечко Рівне, тепер село Новоукраїнського району Кіровоградської області — ?) — український радянський діяч, металург, старший агломератник Комишбурунського залізорудного комбінату Кримської області. Герой Соціалістичної Праці (19.07.1958). Депутат Верховної Ради УРСР 5—7-го скликань.

## Біографія
Народився у родині селянина-бідняка. Закінчив неповну середню школу. Після закінчення школи працював чорноробом, агломератником, майстром на Керченському металургійному заводі імені Войкова Кримської АРСР.
Під час німецько-радянської війни був евакуйований у місто Нижній Тагіл Свердловської області. До 1955 року працював агломератником, заступником начальника фабрики Високогорського рудоуправління біля міста Нижнього Тагіла на Уралі.
Член ВКП(б) з 1944 року.
У 1955 році переїхав до Кримської області. З 1955 року — агломератник, старший агломератник аглофабрики Комишбурунського залізорудного комбінату Кримської області. Обирався секретарем партійної організації аглофабрики і членом партійного комітету залізорудного комбінату.
Автор книги «Высокое звание — робочий. Заметки ветерана труда» (Симферополь: Таврия, 1972)
Потім — на пенсії у місті Керч Кримської області.

## Нагороди
- Герой Соціалістичної Праці (19.07.1958)
- орден Леніна (19.07.1958)
- орден «Знак Пошани»
- орден Трудового Червоного Прапора
- медалі